# Ludwig Wilhelm Vopelius
Ludwig Wilhelm Vopelius, auch Louis Vopelius (* 19. Juni 1842 in Sulzbach/Saar; † 9. Dezember 1914 ebenda) war ein deutscher Ingenieur, Alaun- und Glasfabrikant und Präsident der Präsident der Handelskammer Saarbrücken.

## Leben

### Herkunft und Familie
Ludwig Wilhelm Vopelius entstammte der Familie Vopelius, die gegen Ende des 18. Jahrhunderts die Glasherstellung als Industriezweig in das Saarland brachte. Er war der Sohn des Glasfabrikanten Johann Ludwig Vopelius (1800–1846) und dessen Ehefrau Dorothea Margaretha Caroline Retzer (1816–1885). Seine Schwester Alwine Caroline (1837–1918) war mit dem Industriellen Carl Röchling verheiratet.
Am 21. Oktober 1868 heiratete er in Frankfurt am Main Paulina Üllenberg (1845–1917), mit der er die Kinder Louis (1869–1934), Adolf (1870–1935), Richard (1871–1942) und Paul (1878–1931) hatte. Drei Söhne und eine Tochter verstarben im frühen Kindesalter.

### Wirken
Er absolvierte ein Ingenieurstudium und führte zunächst die Glashütte in Sulzbach, die er von seinem Vater übernommen hatte. 1911 fusionierte das Unternehmen mit der Glashütte Wentzel in Friedrichsthal zur Vereinigte Vopeliussche und Wentzelsche Glashütten GmbH. 1913/1914 wurden die Betriebe samt Immobilien an die preußische bzw. bayerische Bergwerksverwaltung unter der Bedingung verkauft, dass dort kein Tafelglas mehr hergestellt wird. Im Gegenzug verpflichteten sich Wentzel und Vopelius zum Verzicht auf Schadensersatzansprüche. 
Die Unternehmer beschlossen den Bau einer neuen Glashütte in St. Ingbert. Der Betrieb wurde 1918 aufgenommen.
Vor seiner unternehmerischen Betätigung war Vopelius Leutnant in einer Landwehr-Pioniereinheit.

### Politische Betätigung
- 1886 Stellvertretender Vorsitzender des Sektionsvorstands I der Knappschafts-Berufsgenossenschaft.[2]
- 1888 als Vertreter der Knappschafts-Berufsgenossenschaft Mitglied in der Unfall- und Invalidenversicherung beim Reichsversicherungsamt.[3]
- 1894 Mitglied des 38. Rheinischen Provinziallandtages für den Wahlbezirk Saarbrücken.[4]
- 1901 bis 1914 Präsident der Handelskammer Saarbrücken

### Auszeichnungen
- Kommerzienrat[5]

### Sonstiges
Am 18. Januar 1901 wurde er für die Verleihung des Kronenordens III. Klasse vorgeschlagen.